# Fly Kirke
Fly Kirke er en kirke i Fly Sogn der er et sogn i Viborg Domprovsti, Viborg Stift, og beliggende i Viborg Kommune.
Kirken består af skib og kor, tårn mod vest, en tilbygning og våbenhus mod syd. Skibet, der har bjælkeloft, er fra romansk tid af granit på sokkel med
skråkant. Senere tilføjedes tårnet, med hvælvet tårnrum og rundbue ind til skibet,
og tilbygningen, ligeledes hvælvet og med rundbue, begge af granit og munkesten.
Våbenhuset er nyt. Koret, med bjælkeloft, er opført 1880.

## Kirkeinventar
Altertavle i udskåret renæssancestil med maleri  "Den gode hyrde i hedelandskabet" malet af Johan Rohde i 1894, der anvendte forfatteren Henrik Pontoppidan som model. Nogle malmstager er skænket i 1684 af Christen Nielsen i Bregndal; Der er en romansk granitdøbefont, prædikestol i renæssancestil fra 1609, stolestader fra 1634 og 1642 og et gotisk krucifiks.
Epitafium over præsten Lucas Steenstrup, † 1751; i våbenhuset ligsten over Hans Harder, † 1713, og
over Murmester Jens Thomasen, † 1719. Paa Kirkegaarden mærkelig, tidlig middelalderlig ligsten uden inskription
med en korsstav og to stenkors for enderne. På Nationalmuseet findes et røgelseskar fra katolsk tid fra kirken.

## Eksterne kilder og henvisninger
- Fly Sogn i J.P. Trap: Kongeriget Danmark, udarbejdet af H. Weitemeyer (3. udgave, 4. bind 1901)

- Fly Kirke Arkiveret 14. december 2013 hos  Wayback Machine hos KortTilKirken.dk